# Hakkila
Hakkila  est un quartier du district de Tikkurila de Vantaa en Finlande,.

## Description
Hakkila est une importante zone industrielle.
Le quartier est situé dans l'est de Vantaa et est délimitée par la rivière Keravanjoki à l'ouest, Kuninkaala au sud, la Lahdenväylä à l'est et Päiväkumpu au nord.
Malgré son nom, Hakkila n'est pas reliée au quartier Itä-Hakkila bâti de maisons individuelles, car les quartiers sont séparés par la Lahdenväylä.
Hakkila est construit sur un plateau assez haut.
Les entrepôts centraux de plusieurs groupes commerciaux et le cimetière d'Honkanummi sont situés dans le quartier.[2] 
La zone est bien desservie par le réseau routier principal du pays et le quartier a été zoné en particulier comme zone commerciale pour la logistique, l'industrie et le commerce.
En 2021, plus de 300 entreprises fonctionnent dans le quartier, et le quartier des affaires a aussi été appelé Vantaan Akseli,.
Cependant, une partie importante du quartier est constituée du Keravanjokilaakso situé dans sa partie nord, qui se prolonge comme jusqu'à Päiväkumpu.
Hakkila est relativement peu peuplée et sa population est presque entièrement concentrée dans les zones de Stenkulta et Maarinkunta à l'extrémité ouest du quartier à la frontière de Jokiniemi.
Maarikunta compte à la fois des maisons individuelles anciennes et des immeubles résidentiels et des maisons de ville plus récents construits depuis les années 1980.
De plus, dans la partie nord de Hakkila, il y a quelques anciennes fermes avec des champs. Il y a autant d'appartements occupés par leur propriétaire à Hakkila qu'il y a d'appartements en location et en droit d'occupation.

## Galerie

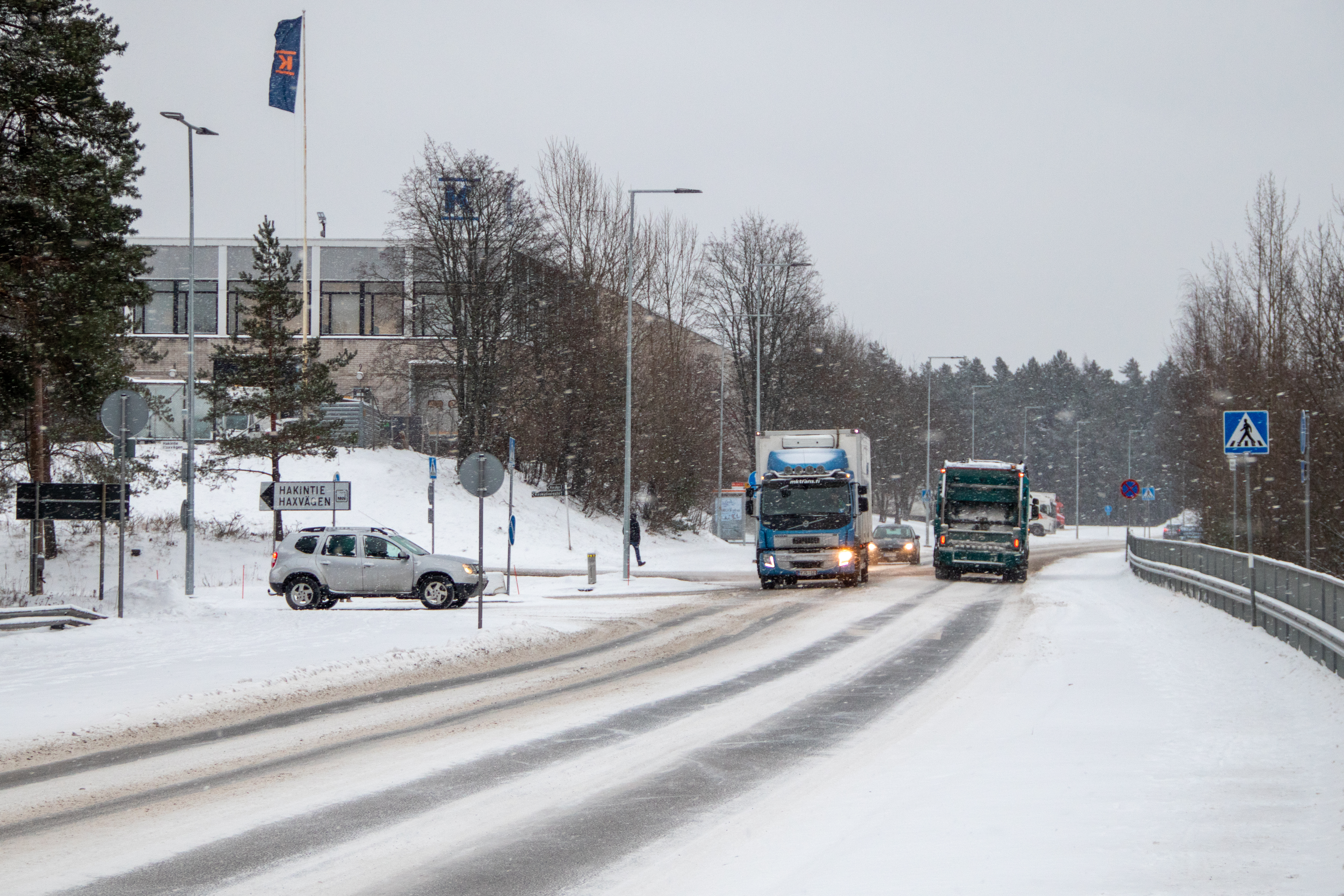
Tikkurilantie.
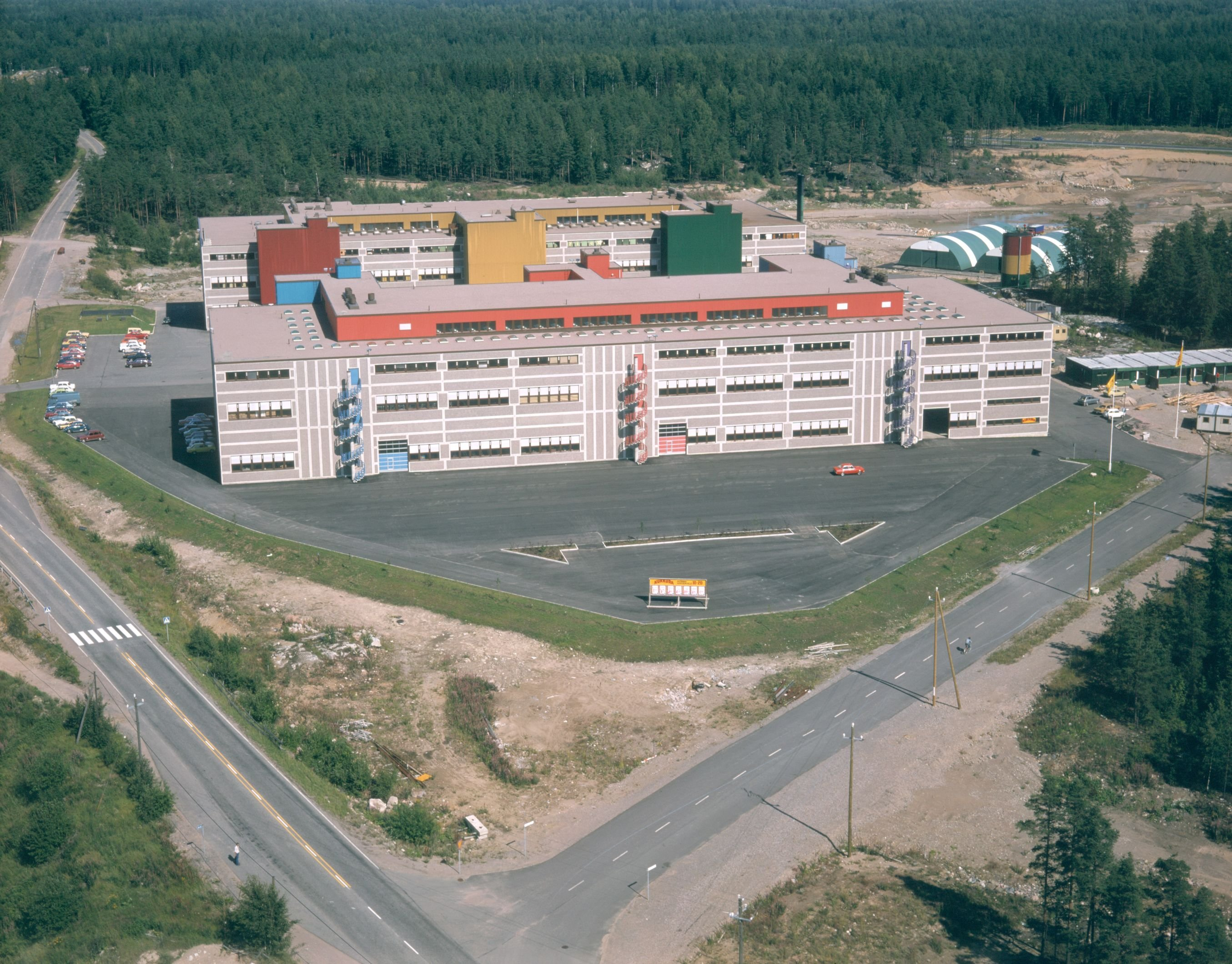
Bâtiment de l'industrie.
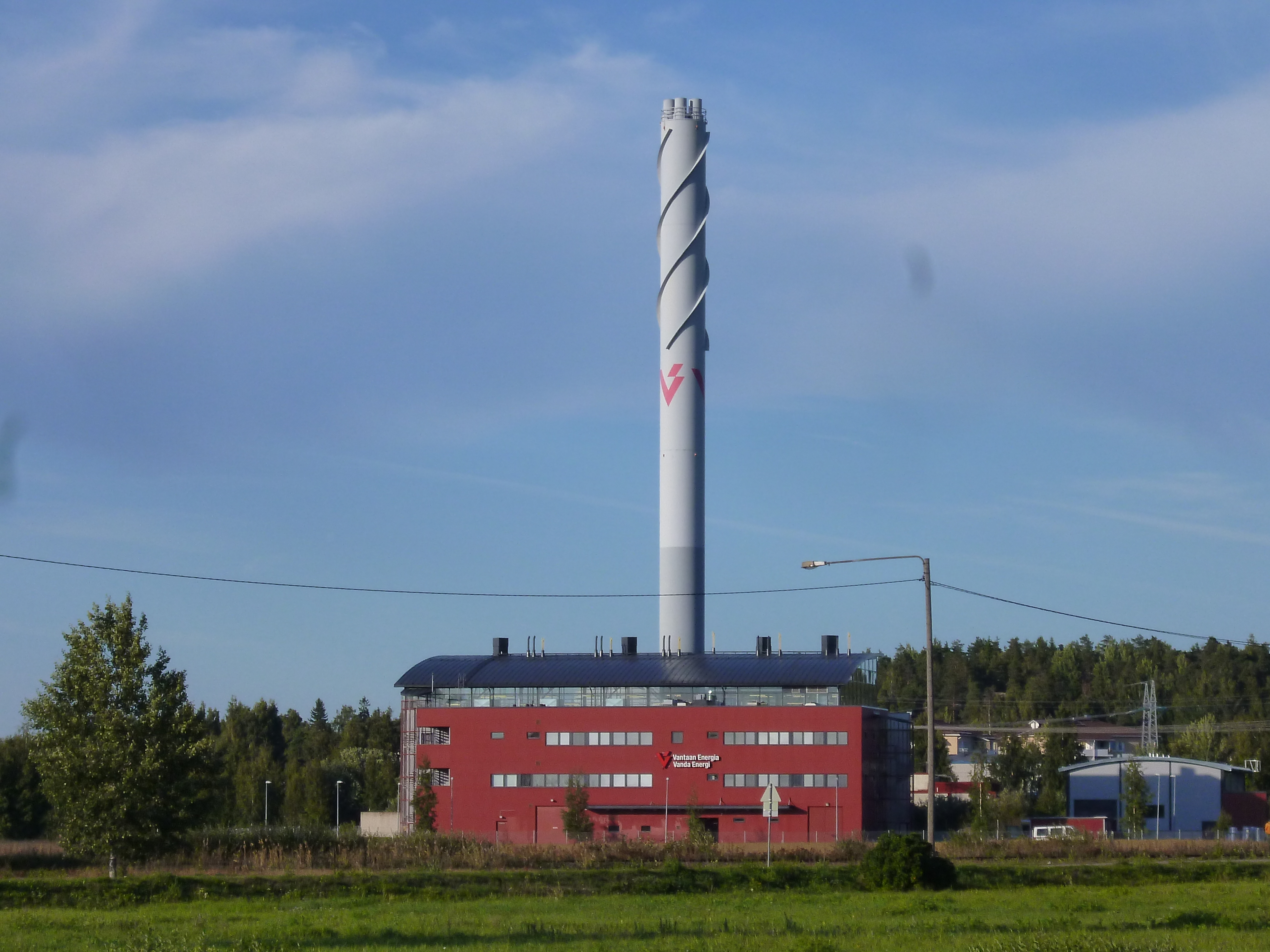
Centrale thermique de Maarikunnas.
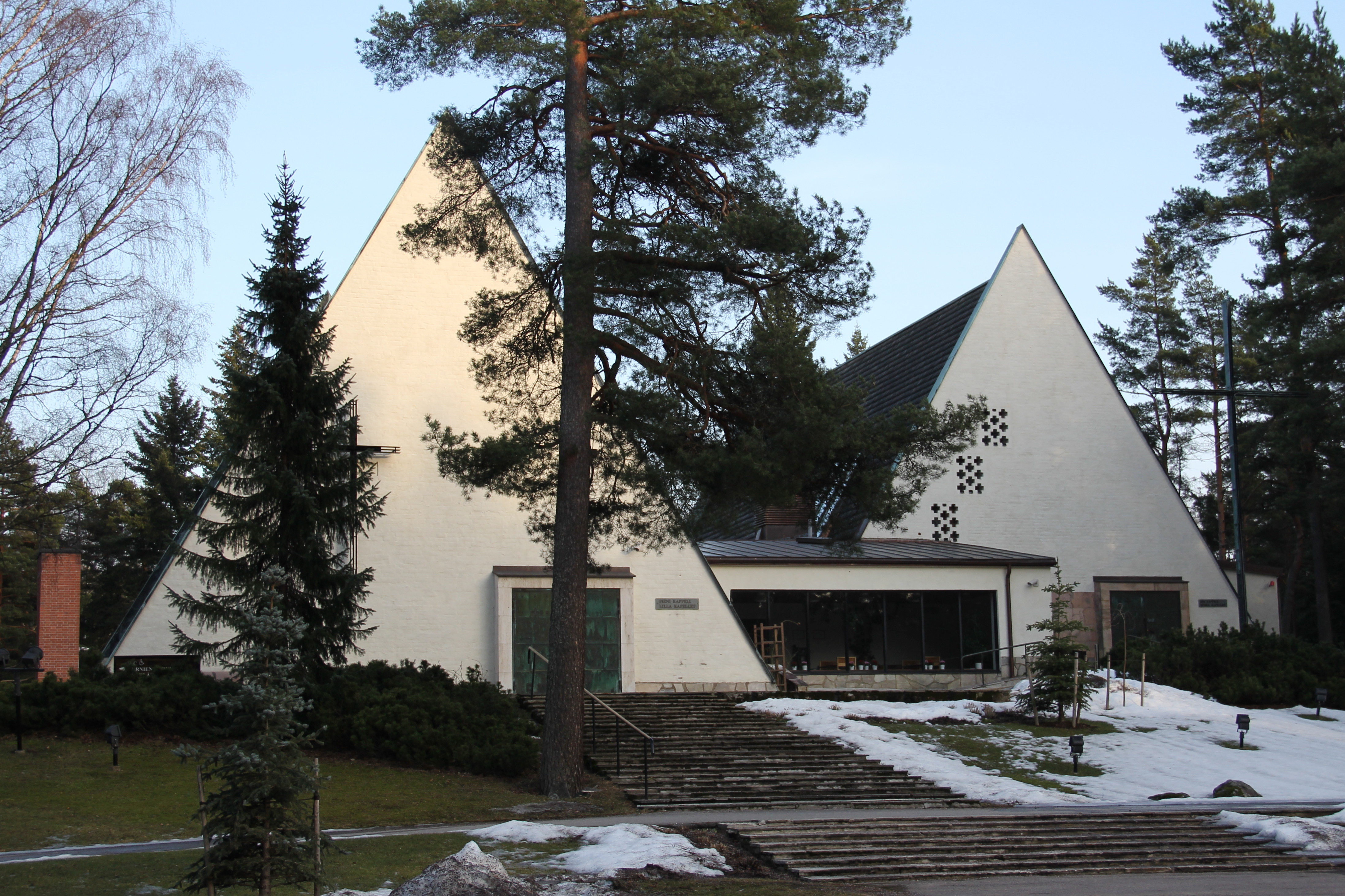
Chapelle d'Honkanummi.